# اریک بردن
اریک بردن (انگلیسی: Eric Burden؛ با نام تولد اریک ویکتور بردن؛ زادهٔ ١١ مهٔ ١٩۴١) خواننده و ترانه‌نویس بریتانیایی است. او قبلا خواننده گروه راک انیمالز و وار بود. وی با صدای عمیق و قدرتمند بلوز-راک خود به عنوان یکی از متمایز ترین خوانندگان بریتانیایی شناخته می‌شود. او در رده‌بندی ۱۰۰ خواننده برتر تمام تاریخ مجله رولینگ استون قرار دارد.

## انیمالز
در اوایل دهه ۶٠ میلادی ، اریک بردن به همراه دیگر اعضاء گروه انیمالز فعالیت خود را در نیوکاسل شروع کردند و در ادامه به لندن نقل مکان کردند. 

از مهم‌ترین ترانه‌های آن‌ها می‌توان به خانه خورشید تابان، باید از اینجا برویم، این زندگی من است و مگذار بد برداشت شوم اشاره کرد.
در سال ۱۹۹۴ این گروه وارد تالار مشاهیر راک اند رول شد. 